# Gonzalo Germán Pérez Corbalán
Gonzalo Germán Pérez Corbalán, noto semplicemente come Gonzalo Pérez (Montevideo, 4 gennaio 2001), è un calciatore uruguaiano, difensore del Lanús.

## Caratteristiche tecniche
È un difensore centrale.

## Carriera
Cresciuto nel settore giovanile del Liverpool (M), ha esordito in prima squadra l'8 agosto 2020 disputando l'incontro di Primera División Profesional pareggiato 1-1 contro il Rentistas.

## Statistiche

### Presenze e reti nei club
Statistiche aggiornate al 15 aprile 2025.
| Stagione             | Squadra              | Campionato           | Campionato | Campionato | Coppe nazionali | Coppe nazionali | Coppe nazionali | Coppe continentali | Coppe continentali | Coppe continentali | Altre coppe | Altre coppe | Altre coppe | Totale | Totale |
| Stagione             | Squadra              | Comp                 | Pres       | Reti       | Comp            | Pres            | Reti            | Comp               | Pres               | Reti               | Comp        | Pres        | Reti        | Pres   | Reti   |
| -------------------- | -------------------- | -------------------- | ---------- | ---------- | --------------- | --------------- | --------------- | ------------------ | ------------------ | ------------------ | ----------- | ----------- | ----------- | ------ | ------ |
| 2020                 | Liverpool (M)        | PD                   | 25         | 0          | -               | -               | -               | CS                 | 0                  | 0                  | SU          | -           | -           | 25     | 0      |
| 2021                 | Liverpool (M)        | PD                   | 25         | 0          | -               | -               | -               | CL                 | 2                  | 0                  | -           | -           | -           | 27     | 0      |
| 2022                 | Liverpool (M)        | PD                   | 35         | 1          | CU              | 1               | 0               | CS                 | 0                  | 0                  | -           | -           | -           | 36     | 1      |
| 2023                 | Liverpool (M)        | PD                   | 21         | 0          | CU              | 0               | 0               | CL                 | 5                  | 0                  | SU          | 1           | 0           | 27     | 0      |
| Totale Liverpool (M) | Totale Liverpool (M) | Totale Liverpool (M) | 106        | 1          |                 | 1               | 0               |                    | 7                  | 0                  |             | 1           | 0           | 115    | 1      |
| 2023                 | Lanús                | PD                   | 0          | 0          | CA+CdL          | 0+6             | 0               | -                  | -                  | -                  | -           | -           | -           | 6      | 0      |
| 2024                 | Lanús                | PD                   | 20         | 0          | CA+CdL          | 1+6             | 0               | CS                 | 7                  | 1                  | -           | -           | -           | 34     | 1      |
| 2025                 | Lanús                | PD                   | 11         | 0          | CA              | 1               | 0               | CS                 | 2                  | 0                  | -           | -           | -           | 14     | 0      |
| Totale Lanús         | Totale Lanús         | Totale Lanús         | 31         | 0          |                 | 14              | 0               |                    | 9                  | 1                  |             | -           | -           | 54     | 1      |
| Totale carriera      | Totale carriera      | Totale carriera      | 137        | 1          |                 | 15              | 0               |                    | 16                 | 1                  |             | 1           | 0           | 169    | 2      |